# 6937 Валадон
6937 Валадон (6937 Valadon) — астероїд головного поясу, відкритий 29 вересня 1973 року.
Тіссеранів параметр щодо Юпітера — 3,224.
Названо на честь Сюзанни Валадон (фр. Suzanne Valadon, 1865 — 1938) — французької художниці, натурщиці.